# Jan Kowal (poseł na Sejm PRL)
Jan Kowal (ur. 23 kwietnia 1902 w Brzuchanii, zm. 20 marca 1983) – polski nauczyciel i działacz polityczny związany z Podlasiem, poseł na Sejm PRL II i III kadencji (1957–1965). 

## Życiorys
Urodził się w rodzinie chłopskiej w Małopolsce, a po odzyskaniu przez Polskę niepodległości osiadł na Podlasiu. Początkowo pracował jako nauczyciel we wsi Żodzie, a w połowie lat 20. był inicjatorem budowy oraz pierwszym kierownikiem powszechnej szkoły podstawowej w Downarach. W okupacji radzieckiej (1939–1941) pełnił obowiązki dyrektora Niepełnej Polskiej Średniej Szkoły w Downarach, a w czasie okupacji niemieckiej prowadził tajne komplety (1941–1944). Po zakończeniu wojny objął obowiązki inspektora szkolnego, a później kierownika Wydziału Oświaty Miejskiej Rady Narodowej w Białymstoku. W 1947 przystąpił do Stronnictwa Demokratycznego, z ramienia którego został w 1957 posłem z okręgu Bielsk Podlaski. Zasiadał w Komisjach Oświaty i Nauki (jako wiceprzewodniczący) oraz Komisji Kultury i Sztuki. W 1961 ponownie objął mandat z okręgu Białystok, został członkiem Komisji Pracy i spraw Socjalnych. 
Został odznaczony Krzyżem Kawalerskim i Oficerskim Orderu Odrodzenia Polski. 
Został pochowany na cmentarzu św. Rocha w Białymstoku.